# FIM-43 Redeye
Die FIM-43 Redeye war eine schultergestützte Flugabwehrrakete (MANPADS) des US-amerikanischen Herstellers General Dynamics zur Selbstverteidigung von Bodentruppen.

## Entwicklung
Die Entwicklung des Waffensystems begann 1958. Die Auslieferung erfolgte 1967, bereits im September 1969 wurde die Produktion beendet, nachdem ungefähr 33.000 Stück hergestellt worden waren.
Abgelöst wurde das Modell FIM-43 Redeye durch die Redeye II, die später in  FIM-92 Stinger umbenannt wurde. Die Redeye wurde zwischen 1982 und 1995 außer Dienst genommen, nachdem die Auslieferung der Stinger abgeschlossen war.
Die Redeye-MANPADS wurde in diverse Länder exportiert, darunter auch nach Deutschland, wo sie von 1973 bis 1992 von der Bundeswehr unter der Bezeichnung „Fliegerfaust 1 „Redeye““ eingesetzt wurde. In Schweden wurde es unter der Bezeichnung „RBS 69“ in die Streitkräfte eingeführt.

## Nutzerstaaten
Daten aus

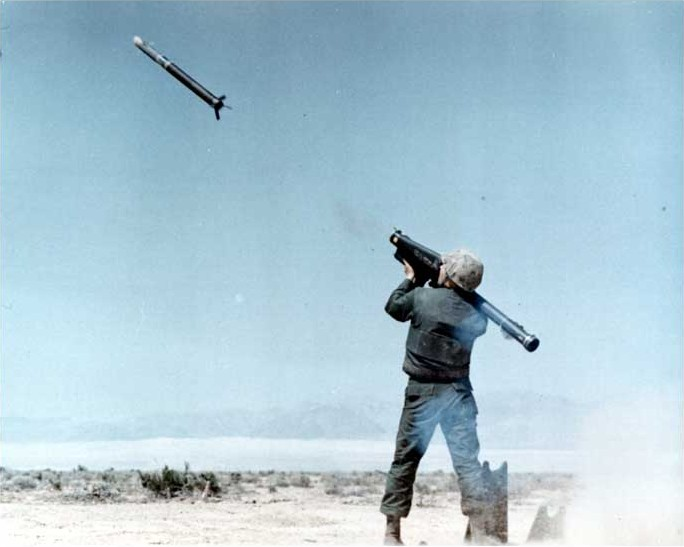
Kaltstart einer FIM-43C Redeye

- Afghanistan – 50 (für die Mudschāhidīn)
- Angola – unbekannte Anzahl (für die UNITA)
- Australien – 260
- Dänemark – 540
- Deutschland – 1400
- El Salvador – unbekannte Anzahl
- Griechenland – 500
- Israel – 1382
- Jordanien – 300
- Nicaragua – 300 (für die Contras)
- Saudi-Arabien – 500
- Somalia – 300
- Sudan – 125 (aus U.S.-Beständen)
- Schweden – 1083
- Thailand – 200
- Tschad – 130 (für die GUNT)
- Türkei – 789 (aus U.S.-Beständen)
- Vereinigte Staaten – 28401